# Периферическая сосудистая система
Периферическая сосудистая система — это часть кровеносной системы, которая состоит из вен и артерий, не находящихся в груди или животе (то есть в руках, ладонях, ногах и ступнях). Периферические артерии снабжают конечности артериальной кровью, а периферические вены отводят венозную кровь из капилляров конечностей обратно к сердцу. 

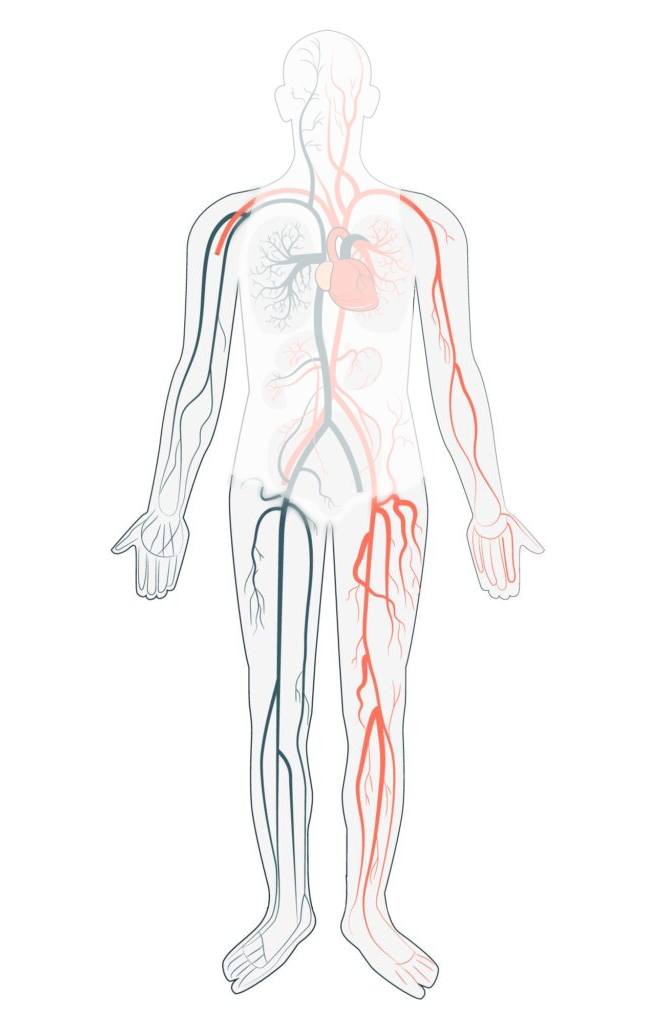
Периферическая сосудистая система

## Особенности
Периферические вены являются наиболее распространенным методом внутривенного доступа как в больницах, так и в службах скорой медицинской помощи для внутривенной терапии.

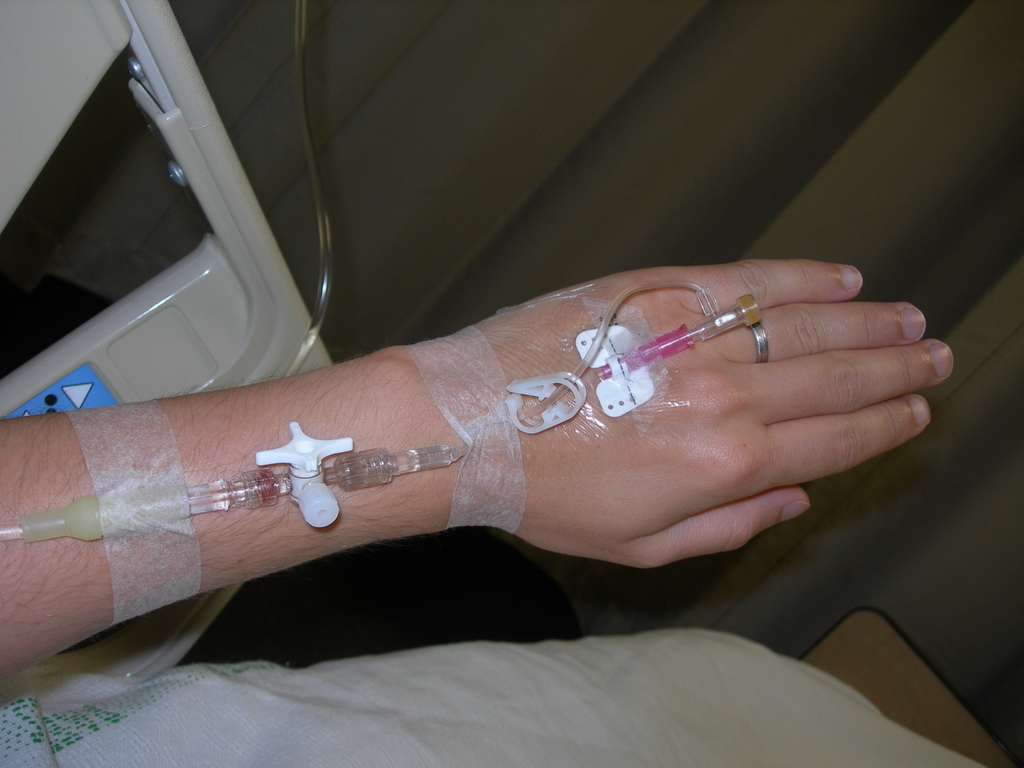
Периферический внутривенный катетер установлен, зафиксирован на руке пациента с помощью пластыря и подключен к капельнице.

Периферическая сосудистая система получает наименьшее количество крови в организме в связи с отсутствием каких-либо органов, влияющих на жизнеспособность. Из-за этого конечности (особенно нижние притоки крови, которые слабейшие в организме) могут страдать от варикоза, флебита, тромбоза, гипоксии и другого.